# Estadio Olímpico de Seúl
El Estadio Olímpico de Seúl (en hangul, 서울올림픽주경기장; romanización revisada, Seo-ul Ollimpik Jugyeonggijang) es un estadio multipropósito ubicado en Seúl, capital de Corea del Sur. El estadio fue sede en el año de 1988 de los Juegos Olímpicos de verano. El Estadio Olímpico de Seúl (Jamsil, anteriormente romanizado como Chamshil) en Seúl, Corea del Sur, fue el principal estadio construido para los Juegos Olímpicos de 1988 y los X Juegos Asiáticos. 
Actualmente, es la pieza central del Complejo Deportivo de Jamsil en el Distrito Songpa-gu, en el sureste de la ciudad al sur del río Han.
El estadio fue diseñado por Kim Swoo-geun. Las líneas del perfil del estadio imitan las elegantes curvas de un jarrón de porcelana coreana de la Dinastía Joseon. Los asientos de los espectadores se distribuyen en dos niveles, con toda la estructura cubierta por un techo retráctil después de las Olimpiadas. Construido inicialmente con una capacidad de aproximadamente 100 000 asientos, en la actualidad tiene 69 950 asientos.
Antes de su construcción, los estadios más grandes de Seúl eran el Tongdaeemun Stadium y el Hyochang Stadium con 30 000 y 20 000 asientos, respectivamente, que eran demasiado pequeños para atraer eventos deportivos de clase mundial. La construcción del nuevo estadio comenzó en 1977 con el objetivo de la organización de los Juegos de Asia en 1986. Sin embargo, cuando Seúl fue escogida como sede de los Juegos de la XXIV Olimpiada  en septiembre de 1981, este estadio se convirtió en la pieza central.
El estadio abrió sus puertas el 29 de septiembre de 1984, y sirvió como sede de los X Juegos Asiáticos dos años más tarde, después de los Juegos Olímpicos en 1988. Sin embargo, no se utilizó para organizar un gran evento mundial desde entonces. Se utiliza actualmente como el estadio del equipo de fútbol Seoul E-Land FC de la K-League 2.
Los eventos organizados en el estadio durante los Juegos Olímpicos fueron la apertura y la clausura, las pruebas de atletismo, las finales de fútbol y algunos eventos ecuestres.

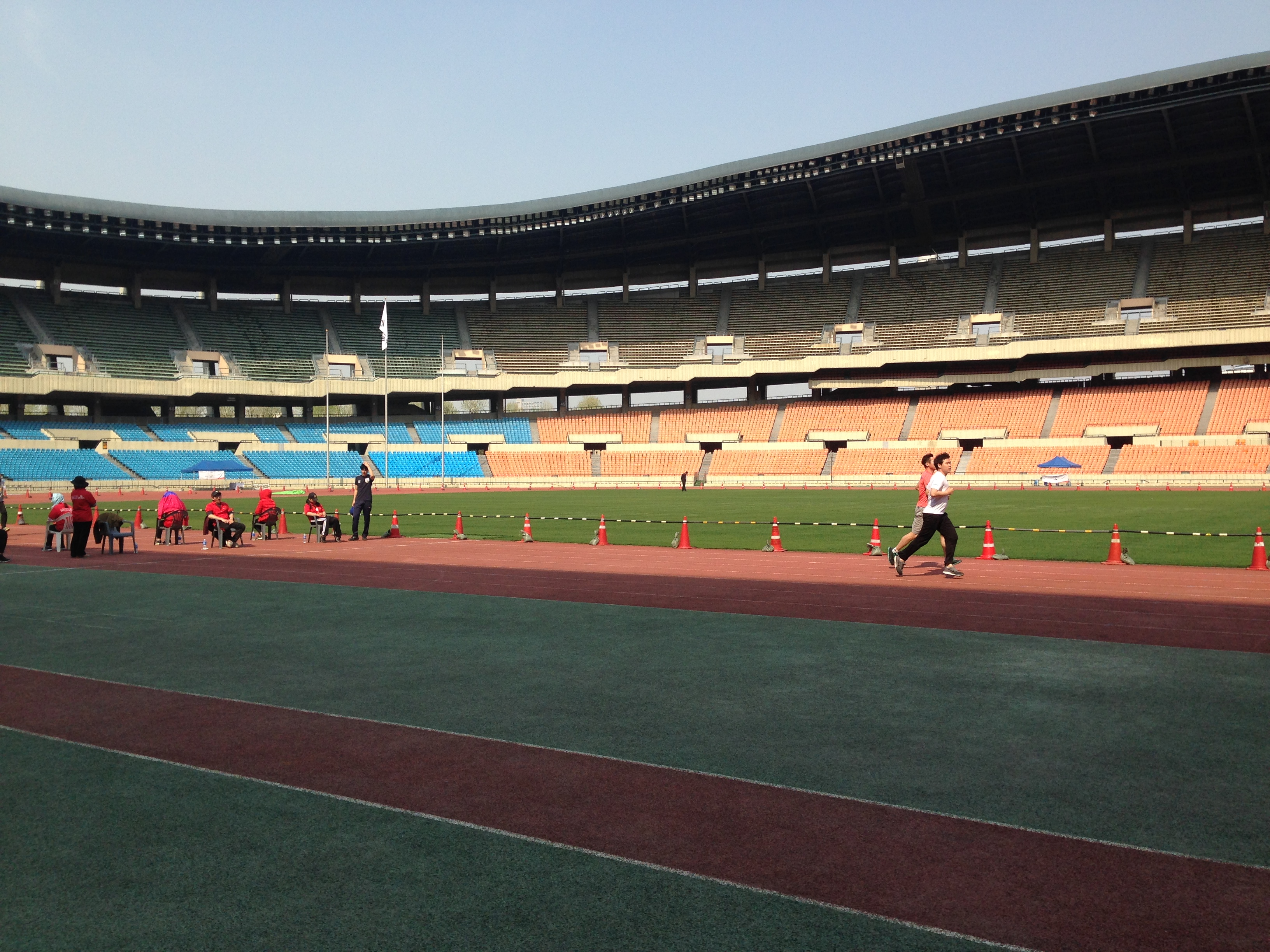
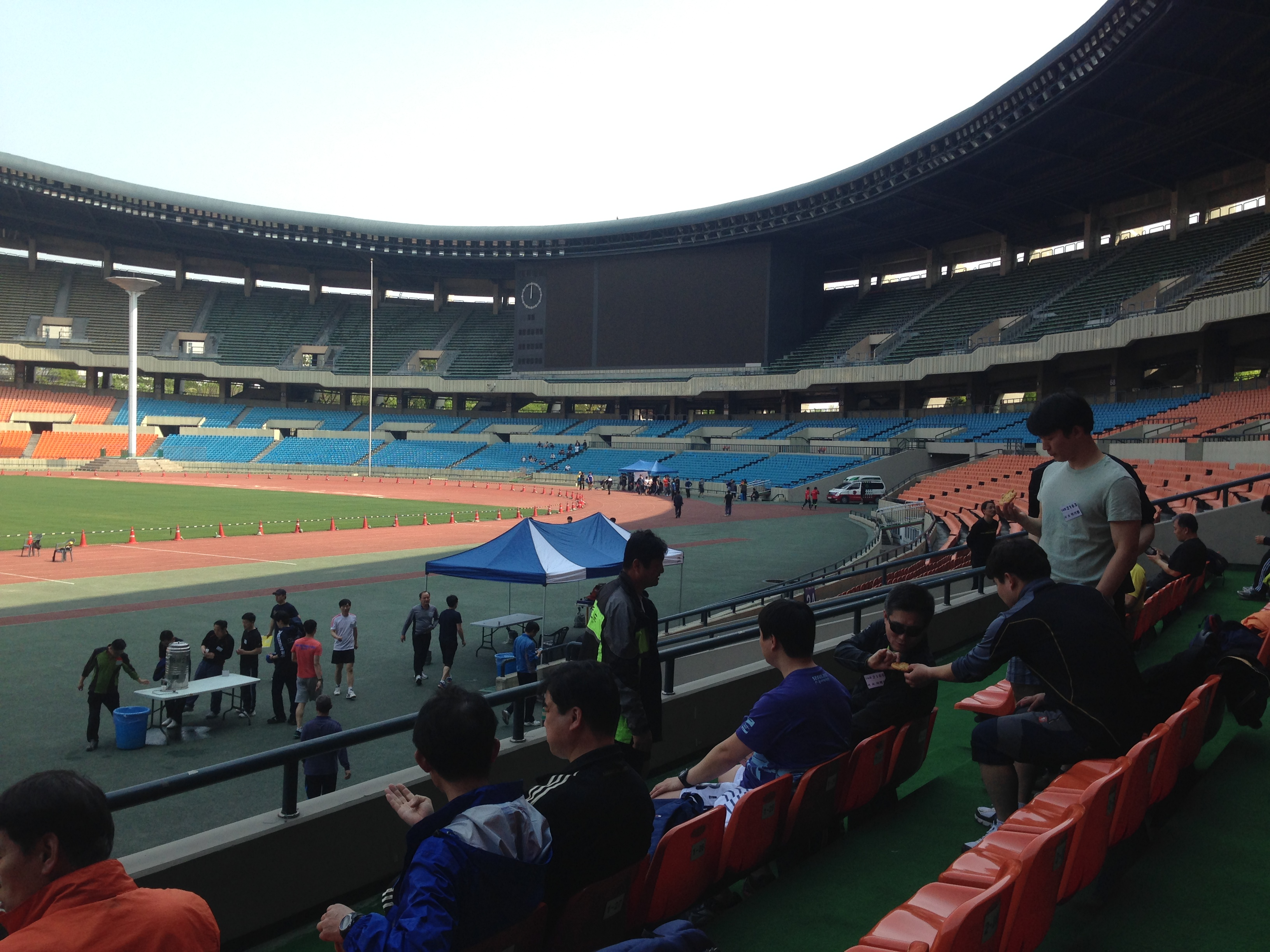